# Coregonus wartmanni
Coregonus wartmanni és una espècie de peix de la família dels salmònids i de l'ordre dels salmoniformes.

## Morfologia
Els mascles poden assolir 50 cm de llargària total.

## Reproducció
És ovípar i enterra els ous en nius desprotegits.

## Alimentació
Menja zooplàncton.

## Hàbitat
Viu en masses d'aigua dolça fins als 60 m de fondària i entre els 4-15 °C de temperatura.

## Distribució geogràfica
Es troba a Europa: llac de Constança (Suïssa, Alemanya i Àustria).